# Vetranio

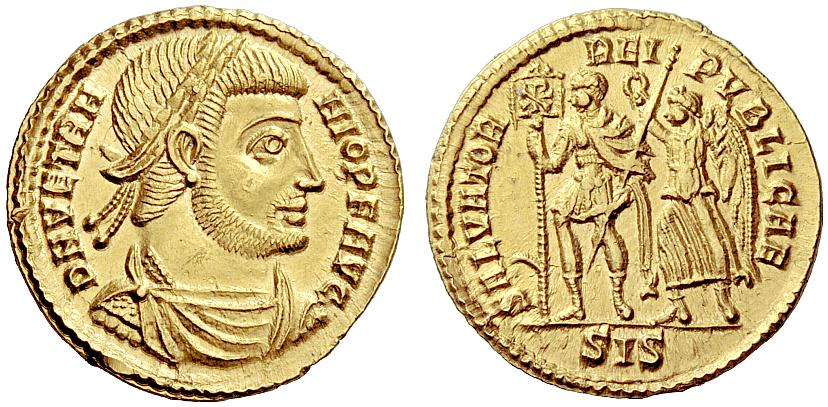
Solidus Vetranios aus der Münzstätte SIS (Siscia)

Vetranio († 356) war vom 1. März bis zum 25. Dezember 350 Mitherrscher des römischen Kaisers Constantius II. und Gegenkaiser zum Usurpator Magnentius.

## Zeitgeschichtlicher Hintergrund
Das Römische Reich durchlief zu Beginn des 4. Jahrhunderts einen tiefgreifenden Wandel. Konstantin der Große hatte sich in den Nachfolgekämpfen, in denen die von Kaiser Diokletian begründete Tetrarchie ihr Ende fand, durchgesetzt und begründete so die konstantinische Dynastie. Konstantin förderte das Christentum und leitete somit die Christianisierung des Reiches ein (konstantinische Wende). Seine Nachfolger wurden seine Söhne Konstantin II., Constantius II. und Constans. Konstantin II. starb bereits 340, als er versuchte, seinen jüngeren Bruder Constans anzugreifen. Damit gab es ab 340 nur noch zwei römische Kaiser: Constans als Kaiser des Westens und Constantius II. als Kaiser des Ostens.
Nach einigen Jahren relativer Ruhe sorgte ab 350 die Usurpation des Magnentius erneut für innere Probleme. Constans, dessen schlechtes Verhältnis zum Militär sich nun rächte, wurde auf der Flucht durch einen Trupp leichter Kavallerie im Auftrag Magnentius in der Nähe der Pyrenäen erschlagen. Magnentius erlangte schnell die Unterstützung der Provinzen in Britannien, Gallien und dem restlichen Westen des Imperiums, zum Teil, weil er eine größere Toleranz gegenüber den Religionen, dem Christentum einerseits und der alten römischen Religion andererseits erkennen ließ. Widerstand formierte sich hingegen im Illyricum, wo sich der greise General Vetranio zum Augustus ausrief, sowie in Italien, wo der Senat den Gegenkaiser Nepotianus unterstützte. Vetranio und Nepotianus waren somit Usurpatoren, deren Erhebung sich gegen einen Usurpator richtete.

## Leben
Vetranios Herkunft ist unklar. Er war Heermeister (magister militum) der illyrischen und pannonischen Einheiten und ließ sich nach Machtergreifung des Usurpators Magnentius und der Ermordung des Kaisers Constans im Jahr 350 in Sirmium als bereits betagter General zum Kaiser proklamieren. Im Hintergrund arbeitete wohl Constantina, die Schwester Constantius II. Da die Zeit drängte, glaubte sie mit diesem Schritt Magnentius den Zugriff auf die kampferprobte Donauarmee zu verwehren. Constantina versicherte ihrem Bruder zudem, Vetranio sei leicht zu manipulieren und es gehe von ihm keine Gefahr aus, womit sie recht behalten sollte. Vetranio erscheint auf in dieser Zeit geprägten Münzen als Kaiser. Dabei stand er logischerweise auf Seiten von Constantius II. im Osten gegen den Usurpator Magnentius im Westen.
Der sich zwischenzeitlich ebenfalls zum Kaiser erklärende Nepotianus wurde durch Magnentius jedoch schnell besiegt. Constantius II. ernannte Vetranio daraufhin ganz offiziell zum Augustus. Vetranio und Constantius trafen sich in Naissus (Niš). Er begrüßte den Kaiser des Ostens mit allen Ehren und übergab ihm seine Truppen. Im Dezember 350 musste Vetranio den Kaisertitel auf Constantius Anordnung wieder abgeben und konnte so die restlichen sechs Jahre seines Lebens als wohlhabender Mann auf einem Landsitz in Prusa ad Olympum verbringen.
Constantius II. war damit der Weg zur unangefochtenen Alleinherrschaft frei. Er siegte über den Usurpator Magnentius neun Monate später am 28. September 351 in der blutigen Schlacht bei Mursa (nahe dem heutigen Osijek). Insgesamt 54.000 Soldaten sollen bei dieser blutigen Bürgerkriegsschlacht ums Leben gekommen sein. Berücksichtigt man, dass das Römische Reich von äußeren Feinden umgeben war, so hat der Verlust so vieler gut ausgebildeter Soldaten in einem Bürgerkrieg zu einer erheblichen Schwächung des Reichs geführt.